# Ageratinae
 Ageratinae  Less., 1832 è una sottotribù di piante spermatofite dicotiledoni appartenenti alla famiglia delle Asteraceae (sottofamiglia Asteroideae, tribù Eupatorieae).

## Etimologia
Il nome di questa sottotribù è stato definito per la prima volta dal botanico tedesco Christian Friedrich Lessing (Syców, 1809 – Krasnojarsk, 1862) nella pubblicazione  “Synopsis generum Compositarum, earumque dispositionis novae tentamen, monographiis multarum Capensium interjectis”  pubblicata a Berlino nel 1832.

Il nome (Ageratinae) deriva dal suo genere tipo Ageratum  L., 1753  che è derivato a sua volta da due parole greche il cui significato completo è “non invecchiare” alludendo ai fiori di alcune specie di questo genere che mantengono il colore per lungo tempo.

## Descrizione
Le specie di questa sottotribù hanno un habitus di tipo erbaceo, arbustivo o alberi con cicli biologici annuali o perenni.
Le foglie lungo il caule normalmente sono disposte in modo opposto; qualche volta in modo alternato generalmente nell'arte superiore, raramente in tutta la pianta.
Le infiorescenze sono di tipo terminale, raramente sono diffuse; quasi sempre i capolini sono raccolti in grappoli; sono sessili o lungamente pedicellati. Il capolino è formato da un involucro composto da squame al cui interno un ricettacolo fa da base ai fiori (tutti tubulosi). Le squame sono persistenti e disposte in modo embricato. Il ricettacolo può essere convesso oppure conico con o senza pagliette a protezione della base dei fiori
I fiori sono da 3 a 125. Sono tetraciclici (a quattro verticilli: calice – corolla – androceo – gineceo) e pentameri (ogni verticillo ha 5 elementi).

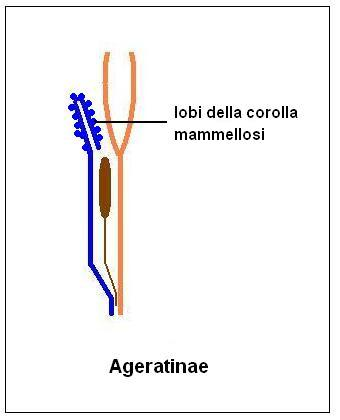
Sezione del fiore

Formula fiorale: per queste piante viene indicata la seguente formula fiorale:
* K 0/5, C (5), A (5), G (2), infero, achenio
I sepali del calice sono ridotti ad una coroncina di squame.
Le corolle sono papillose; il colore della corolla è purpureo, bianco, lavanda, rosa e blu.
L'androceo è formato da 5 stami con filamenti liberi e antere saldate in un manicotto circondante lo stilo. La parte apicale delle antere è provvista di brevi appendici che possono essere anche assenti, oppure lunghe quanto larghe. Qualche volta sono bifide oppure crenulate.
Il gineceo ha un ovario uniloculare infero formato da due carpelli. La base dello stilo raramente è allargata e normalmente è glabra. Gli stigmi hanno una forma lineare, qualche volta lungo-clavata; possono inoltre essere papillosi o con protuberanze.
I frutti sono degli acheni con pappo. La forma dell'achenio è prismatica con 5 coste. Nella parte sommitale è presente un carpoforo. Il pappo è ridotto, qualche volta completamente assente. È del tipo coroniforme, oppure è formato da scaglie, raramente con più di 5 elementi principali.

## Tassonomia
La famiglia di appartenenza di questo gruppo (Asteraceae o Compositae, nomen conservandum) è la più numerosa del mondo vegetale, comprende oltre 23000 specie distribuite su 1535 generi (22750 specie e 1530 generi secondo altre fonti). La sottofamiglia Asteroideae è una delle 12 sottofamiglie nella quale è stata suddivisa la famiglia Asteraceae, mentre Eupatorieae è una delle 21 tribù della sottofamiglia. La tribù Eupatorieae a sua volta è suddivisa in 17 sottotribù (Ageratinae  è una di queste).

### Filogenesi
Questa sottotribù è ancora in via di definizione sia come circoscrizione che come struttura interna. Alcuni botanici suggeriscono di accorpare le due specie del genere Iltisia e l'unica specie di Piqueriopsis nel genere (in questo caso “allargato”) Microspermum. Inoltre il genere Stevia è di difficile circoscrizione per problemi di ibridazione e apomissia. In alcune pubblicazioni il genere Conoclinium DC. è descritto in questo gruppo per la somoglianza delle sequenze di DNA, mentre secondo altre appartiene alla sottotribù Gyptidinae.
Studi più recenti propongono di accorpare il genere Stevia e il genere Piqueria (in base ai numeri cromosomici più alti, il numero ridotto di fiori nei capolini e a volte lo stesso numero di fiori e di squame dell'involucro ) in una nuova sottotribù Piqueriinae comprendente specie situate in una zona più limitata. La stessa pubblicazione inoltre considera il mantenimento dei generi Piqueriopsis, Ferreyrella, Guevaria e Ellenbergia, nel gruppo delle Ageratinae, per il momento provvisorio e in attesa di ulteriori studi.
Il numero cromosomico delle specie di questa sottotribù varia da 2n = 20 a 2n = 30.

### Composizione della sottotribù
La sottotribù comprende 26 generi e circa 300 - 400 specie.

| Genere                                  | N. specie                                            | Distribuzione                                 |
| --------------------------------------- | ---------------------------------------------------- | --------------------------------------------- |
| Acritopappus R.M. King & H. Rob., 1980  | 16 spp.                                              | Brasile                                       |
| Ageratum L., 1753                       | circa 40 spp.                                        | America Centrale e del Sud                    |
| Ascidiogyne Cuatrec., 1965              | 2 spp.                                               | Perù                                          |
| Blakeanthus R.M. King & H. Rob., 1972   | 1 sp. (B. cordatus (S.F. Blake) R.M. King & H. Rob.) | Guatemala e Honduras                          |
| Carphochaete A. Gray, 1849              | 7 - 8 spp.                                           | Messico e USA                                 |
| Cavalcantia R.M. King & H. Rob., 1980   | 2 spp.                                               | Brasile                                       |
| Cronquistia R.M. King, 1968             | 1 sp. (C. pringlei (S. Watson) R.M. King)            | Messico                                       |
| Ellenbergia Cuatrec., 1964              | 1 sp. (E. glandulata Cuatrec.)                       | Perù                                          |
| Ferreyrella S.F. Blake, 1958            | 2 spp.                                               | Perù                                          |
| Gardnerina R.M. King & H. Rob., 1981    | 1 sp. (G. angustata (Gardner) R.M. King & H. Rob.)   | Brazil                                        |
| Guevaria R.M. King & H. Rob., 1974      | 5 spp.                                               | Ecuador e Perù                                |
| Iltisia S.F. Blake, 1958                | 2 spp.                                               | Costa Rica e Panama                           |
| Macvaughiella R.M. King & H. Rob., 1968 | 2 spp.                                               | Messico, Guatemala, El Salvador, Honduras     |
| Metastevia Grashoff, 1975               | 1 sp. (M. hintonii Grashoff )                        | Messico                                       |
| Microspermum Lag., 1816                 | 7 spp.                                               | Messico                                       |
| Nesomia B.L. Turner, 1991               | 1 sp. (N. chiapensis B.L. Turner )                   | Messico                                       |
| Phalacraea DC., 1836                    | 4 spp.                                               | Colombia, Ecuador e Perù                      |
| Phania DC., 1836                        | 5 spp.                                               | Cuba e Indie Occidentali                      |
| Piqueria Cav., 1794                     | 6 spp.                                               | America Centrale, Messico e Indie Occidentali |
| Piqueriella R.M. King & H. Rob., 1974   | 1 sp. (P. brasiliensis R.M. King & H. Rob. )         | Brasile                                       |
| Piqueriopsis R.M. King, 1965            | 1 sp. (P. michoacana R.M. King )                     | Messico                                       |
| Radlkoferotoma Kuntze, 1891             | 3 spp.                                               | Brasile e Uruguay                             |
| Revealia R.M. King & H. Rob., 1976      | 1 sp. (R. macrocephala (Paray) R.M. King & H. Rob.)  | Messico                                       |
| Scherya R.M. King & H. Rob., 1977       | 1 sp. (S. bahiensis R.M. King & H. Rob.)             | Brasile                                       |
| Stevia Cav., 1797                       | circa 175 – 230 spp.                                 | USA, Messico e America del Sud                |
| Teixeiranthus R.M. King & H. Rob., 1980 | 2 spp.                                               | Brasile                                       |

### Chiave per i generi
Per meglio comprendere ed individuare i vari generi della sottotribù l'elenco seguente utilizza il sistema delle chiavi analitiche:
- Gruppo 1A: i fiori marginali sono zigomorfi con 3 lobi più grandi degli altri due;

genere Microspermum
- Gruppo 1B: i fiori marginali sono attinomorfi (raramente sono leggermente zigomorfi in Ferreyrella, Metastevia e Revealia);
  - Gruppo 2A: le squame dell'involucro sono provviste di ampie appendici apicali colorate;

genere Scherya
- Gruppo 2B: la parte apicale delle squame può essere acuta, ottusa o arrotondata, ma senza appendici colorate;

- Gruppo 3A: il ricettacolo è provvisto di pagliette (a protezione della base dei fiori);

- Gruppo 4A: la forma del ricettacolo è conica;

- Gruppo 5A: le appendici apicali delle antere sono larghe, piuttosto lunghe che ampie; i fiori del capolino sono meno di 20;

genere Ageratum
- Gruppo 5B: le appendici delle antere sono assenti o molto ridotte; i fiori del capolino sono meno (o uguali) di 14;

genere Nesomia
- Gruppo 4B: il ricettacolo è piatto o leggermente convesso;

- Gruppo 6A: l'habitus delle piante è erbaceo; le pagliette del ricettacolo hanno gli apici densamente fimbriati;

- Gruppo 7A: le corolle hanno una forma cilindrica, cosparse di ghiandole puntate; non è presente una callo apicale con relativi strati di abscissione tra l'achenio e la corolla; il carpoforo è assente; la distribuzione di queste piante è relativa al Brasile;

genere Teixeiranthus
- Gruppo 7B: la base del tubo delle corolle è ristretto e sono cosparse di ghiandole stipitate; è presente una callo apicale con relativi strati di abscissione tra l'achenio e la corolla; il carpoforo è presente, è simmetrico e appare come un piccolo cilindro; la distribuzione di queste piante è relativa al Perù;

genere Ferreyrella
- Gruppo 6B: l'habitus delle piante è arbustivo o simile a piccoli alberi a crescita monopodiale o simpodiale;

- Gruppo 8A: le foglie sono glabre con ghiandole di vario tipo; il pappo è formato da una corta corona o da brevi barbe; le infiorescenze sono in parte spiraliformi con apici terminali germinativi; la distribuzione di queste piante è relativa al Brasile;

genere Acritopappus
- Gruppo 8B: le foglie possiedono ghiandole puntate o piccole ghiandole stipitate; il pappo è assente; le infiorescenze sono terminali o ascellari (ma non spiraliformi); le piante sono prive di apici terminali germinativi; la distribuzione di queste piante è relativa al Guatemala e Honduras;

genere Blakeanthus
- Gruppo 3B: il ricettacolo è privo di pagliette

- Gruppo 9A: la forma del ricettacolo è conica;

genere Ageratum
- Gruppo 9B: il ricettacolo è piatto o leggermente convesso;

- Gruppo 10A: gli acheni sono compressi con due coste longitudinali;

genere Macvaughiella
- Gruppo 10B: gli acheni hanno una forma prismatica con normalmente 5 coste longitudinali (qualche volta 8 – 10 coste);

- Gruppo 11A: le piante sono tetramere (corolle con 4 lobi e androceo con 4 stami); le piante sono minute (al massimo 10 cm di altezza);

- Gruppo 12A: le infiorescenze sono formate da 3 – 7 fiori per capolino; le squame dell'involucro sono 5 – 6; la distribuzione di queste piante è relativa al Messico;

genere Piqueriopsis
- Gruppo 12B: le infiorescenze sono formate da circa 30 fiori per capolino; le squame dell'involucro sono 8 - 10; la distribuzione di queste piante è relativa alla Costa Rica e a Panama;

genere Iltisia
- Gruppo 11B: le piante sono pentamere (corolle con 5 lobi e androceo con 5 stami); le piante sono alte più di 10 cm di altezza;

- Gruppo 13A: piante con habitus strisciante, con germogli laterali e piccole rosette; le infiorescenze sono a grappolo con capolini scaposi; i pedicelli sono più corti delle foglie; la distribuzione di queste piante è relativa al Perù;

genere Ascidiogyne
- Gruppo 13B: l'habitus delle piante è di tipo eretto, o ascendente, o procombente con le cime terminali; le infiorescenze normalmente eccedono le foglie;

- Gruppo 14A: il pappo è assente;

- Gruppo 15A: la superficie degli acheni è di tipo setaceo; il tubo della corolla è ristretto e cosparso da lunghe ghiandole stipitate; i lobi della corolla sono ampiamente espansi e provvisti di lunghe ghiandole stipitate solo alla base;

genere Phalacraea
- Gruppo 15B: gli acheni sono glabri; il tubo della corolla è breve o indistinguibile dai lobi a forma d'imbuto; i lobi sono glabri o cosparsi da peli corti o lunghi, raramente con ghiandole stipitate; i peli ghiandolari sono più fitti nella metà inferiore della corolla;

- Gruppo 16A: l'interno della gola della corolla è pubescente; la distribuzione di queste piante è relativa al Messico;

genere Metastevia
- Gruppo 16B: l'interno della gola della corolla è glabro;

- Gruppo 17A: l'esterno della corolla è glabro; la distribuzione di queste piante è relativa al Brasile (Céara);

genere Piqueriella
- Gruppo 17B: l'esterno della corolla è cosparso da peli sia corti che lunghi;

- Gruppo 18A: il tubo della corolla è ristretto e percorso da peli ghiandolari;

- Gruppo 19A: i filamenti della antere sono papillosi o con corti peli alla base; i capolini sono formati da 3 – 5 fiori; la distribuzione di queste piante è relativa al Messico e alle Indie occidentali;

genere Piqueria
- Gruppo 19B: i filamenti della antere sono glabri; i capolini sono formati da 6 – 40 fiori;

- Gruppo 20A: le appendici delle antere sono lunghe e ampie; le corolle possiedono dei lobi ampiamente campanulati sopra un tubo ristretto; i capolini sono formati da 6 – 30 fiori; le squame dell'involucro sono 8 – 10; la distribuzione di queste piante è relativa al Brasile (Parà);

genere Cavalcantia
- Gruppo 20B: le appendici delle antere sono vestigiali; le corolle possiedono del lobi imbutiformi sopra un tubo ridotto; i capolini sono formati da 15 – 40 fiori; le squame dell'involucro sono 10 – 20; la distribuzione di queste piante è relativa all'Ecuador e Perù;

genere Guevaria
- Gruppo 18B: la corolla ha la forma di un imbuto ed è percorsa da ghiandole stipitate nella metà inferiore; i capolini sono formati da 12 – 15 fiori; le squame sono disposte in due serie e sono da 10 a 12; la distribuzione di queste piante è relativa al Brasile (Goìas);

genere Gardnerina
- Gruppo 14B: il pappo è presente;

- Gruppo 21A: i capolini sono formati sempre da 5 fiori con un involucro di 5 squame disposte su una sola serie; l'interno della gola della corolla è pubescente;

genere Stevia
- Gruppo 21B: normalmente i capolino non hanno lo stesso numero di fiori e di squame (i fiori sono maggiori di 10 e le squame sono maggiori di 8; qualche volta i fiori sono 4 – 6 con 6 squame); le squame dell'involucro sono disposte su due-quattro serie; l'interno della gola della corolla è glabro;

- Gruppo 22A: i capolini sono formati da 35 – 70 fiori; le squame sono disposte su 4 serie; la distribuzione di queste piante è relativa al Brasile e Uruguay;

genere Radlkoferotoma
- Gruppo 22B: i capolini sono formati da 4 – 25 fiori; le squame sono disposte su 1 - 2 serie;

- Gruppo 23A: le foglie sono strettamente lineari; gli stigmi dello stilo sono lineari e affusolati con linee stigmatiche vicine, sulla superficie interna e proseguenti fin quasi all'apice dello stigma; la distribuzione di queste piante è relativa al Messico e agli USA;

genere Carphochaete
- Gruppo 23B: le foglie sono da ampiamente lineari a oblunghe, ovate o ovato-ellittiche; gli stigmi dello stilo sono filiformi o con estese punte e con linee stigmatiche disposte sui bordi della superficie interna e terminanti molto prima della fine degli stigmi;

- Gruppo 24A: le foglie sono sessili o con piccioli molto corti;

- Gruppo 25A: il pappo è formato da barbe rigide o squame distintamente lunghe; gli acheni possiedono 8 – 10 coste longitudinali; i cauli hanno un portamento eretto con poche ramificazioni;

genere Cronquistia
- Gruppo 25B: il pappo è corto a forma di corona composta da poche brevi squame; gli acheni possiedono 5 – 6 coste longitudinali; i cauli sono allungati e spesso procombenti con dense ramificazioni;

genere Revealia
- Gruppo 24B: le foglie sono distintamente picciolate;

- Gruppo 26A: il pappo è formato da 5 squame; gli acheni sono normalmente glabri; la parte abassiale della lamina delle foglie è cosparsa di ghiandole puntate; i capolini sono formati da 12 – 25 fiori; la distribuzione di queste piante è relativa a Cuba e alle Indie Occidentali;

genere Phania
- Gruppo 26B: il pappo è formato da circa 20 piccole squame; gli acheni sono moderatamente cosparsi da peli setosi; la parte abassiale della lamina delle foglie è scarsamente cosparsa di ghiandole puntate; i capolini sono formati da 10 – 12 fiori; la distribuzione di queste piante è relativa al Perù;

genere Ellenbergia

### Sinonimo
La sottotribù di questa voce può essere chiamata anche con il seguente sinonimo:
- Piqueriinae Benth. & Hook. f., 1873[11]

## Alcune specie

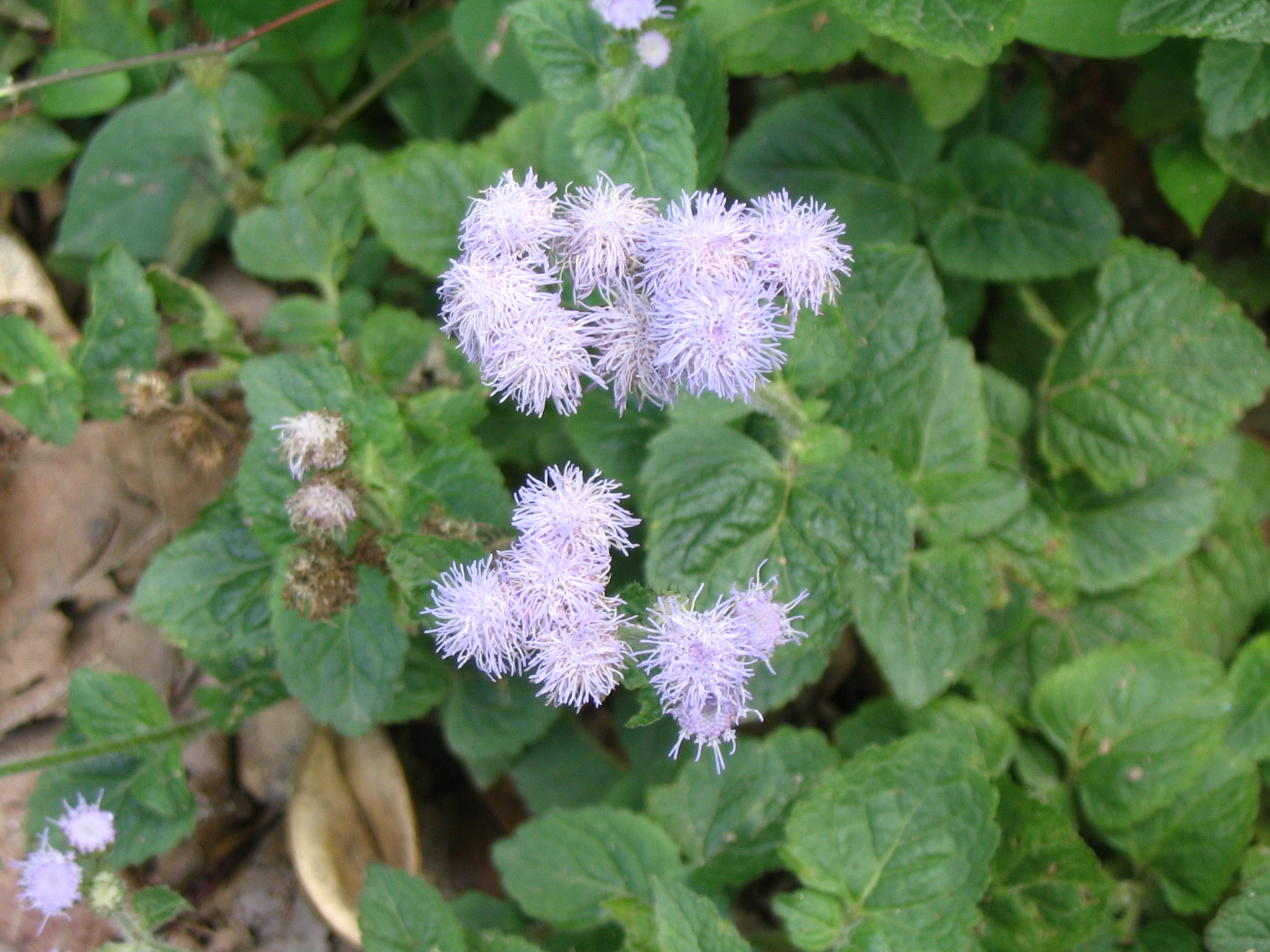
Ageratum conyzoides
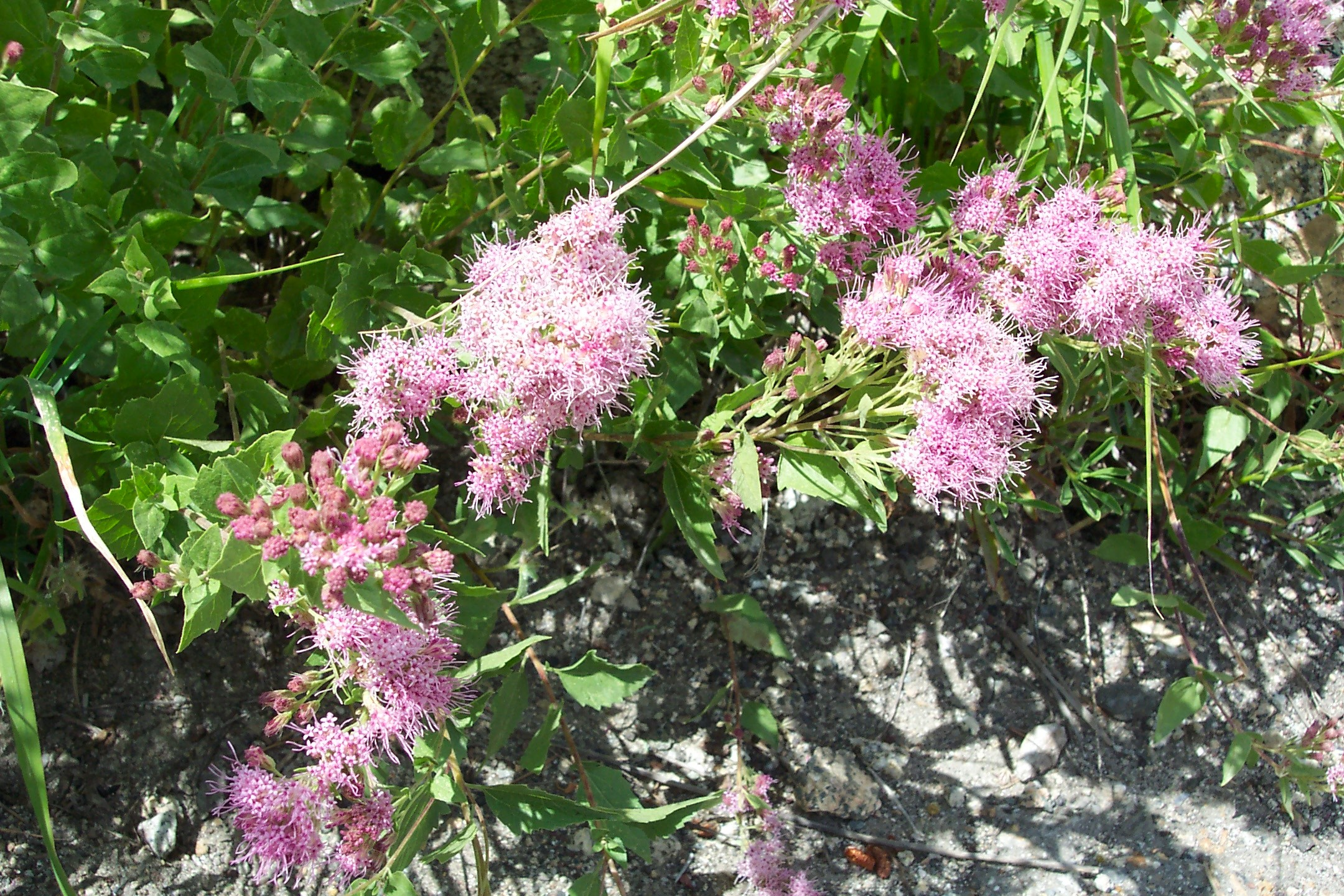
Ageratum corymbosum
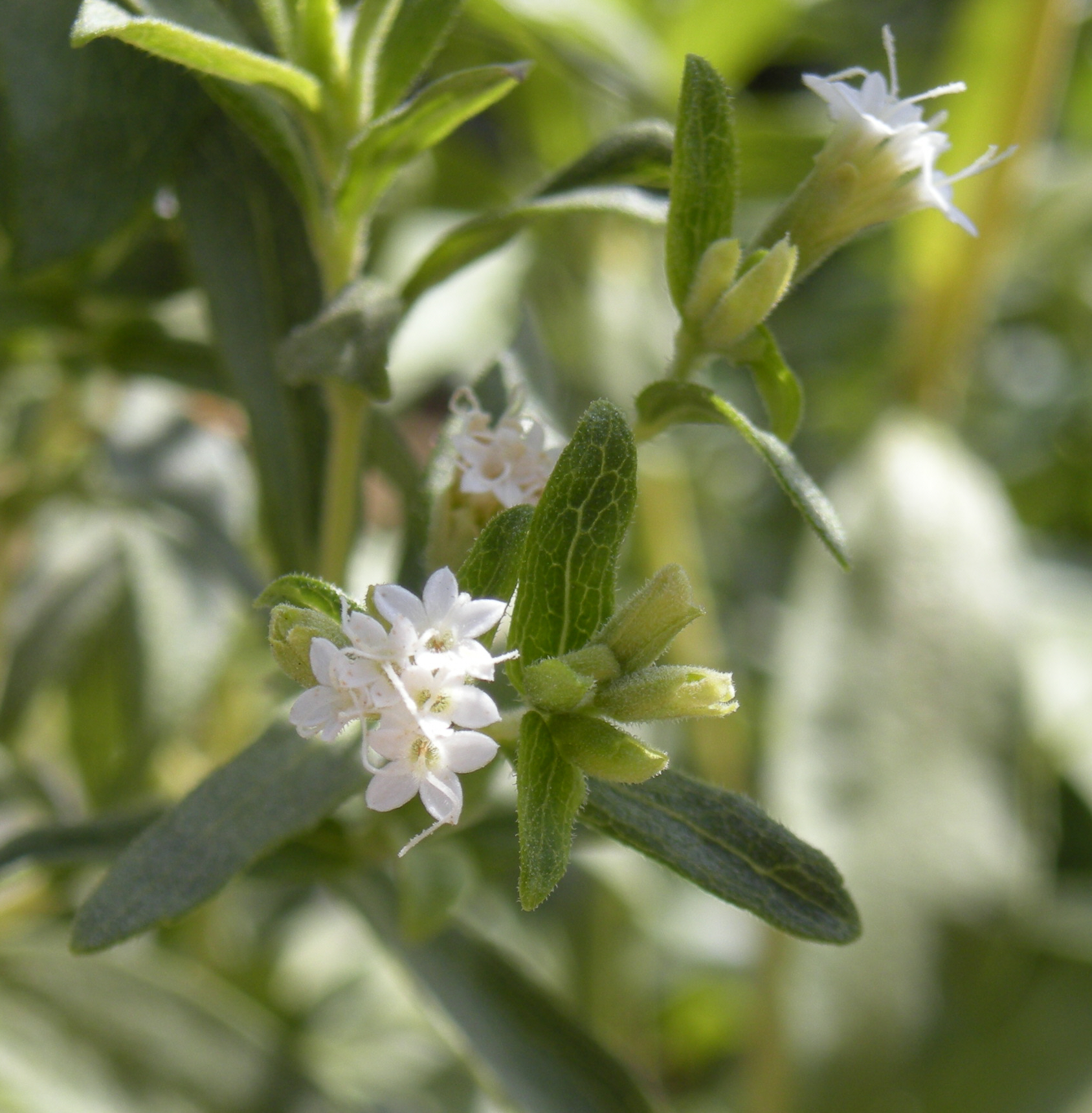
Stevia rebaudiana